# Homoeomma villosum
Homoeomma villosum là một loài nhện trong họ Theraphosidae.
Loài này thuộc chi Homoeomma. Homoeomma villosum được Eugen von Keyserling miêu tả năm 1891.